# Alimentation du chat
L'alimentation du chat a pour but de subvenir aux besoins métaboliques de l'animal. Le chat est un animal carnivore et un prédateur spécialisé dans la chasse de petites proies (rongeurs, insectes, oiseaux...). Il fait spontanément de multiples repas répartis tout au long de la journée.  

## Histoire
L'histoire de l'alimentation du chat domestique est mal connue.

## Régime alimentaire

Organes du système digestif du chat.

Le chat est un carnivore strict, ce qui signifie qu'il est capable de digérer les protéines et les graisses de manière particulièrement efficace. La digestibilité des glucides et des protéines dépend en grande partie du pH du système digestif.

## Goût
Les chats disposent de relativement peu de papilles gustatives comparé à d'autres espèces. Ils ne disposent pas de récepteurs au goût sucré mais sont très sensibles au goût amer. L'odorat joue un rôle prépondérant dans l'élaboration de leurs préférences alimentaires.

## Comportement alimentaire
Les chats boivent peu d'eau, tirant la majorité de leur apport hydrique dans leur nourriture,.
Les chats ont tendance à jouer avec les proies mortes qu'ils ont chassées, au lieu de les manger,.

### Préférences alimentaires
Les chats montrent des préférences très marquées quant à la nourriture qu'ils acceptent de consommer. L'odeur de la nourriture, sa texture et sa consistance sont des paramètres importants dans leur choix d'aliments, tandis que leur capacité à distinguer les goûts est plutôt peu marquée.
Ils manifestent une préférence envers les nourritures riches en protéines et en lipides, et sont influencés par l'odeur de leur nourriture. Ils portent également davantage leur choix sur des nourritures déjà connues, généralement basées sur les aliments qu'ils ont appris à consommer entre leurs 5e et 7e semaines de vie. 

## Système digestif
Les intestins sont courts et ont un cæcum rudimentaire.
Le processus de digestion est analogue à celui de l'humain : la viande est découpée, enduite de salive, puis passe dans l'estomac via l'œsophage ; la nourriture, réduite en bouillie, passe ensuite dans l'intestin grêle et le gros intestin où les nutriments sont absorbés, enfin les déchets sont évacués par l'anus et la vessie.

## Besoins énergétiques
Les besoins énergétiques d'un chat adulte s'évaluent selon son poids total : entre 60 et 70 kcal par kilogramme et par jour pour les chats les moins actifs et entre 80 et 90 kcal/kg pour les chats actifs. Les chatons, à l’âge de cinq semaines, ont besoin de 250 kcal/kg. Les besoins diminuent avec la croissance du chaton, à 100 kcal/kg à 30 semaines et jusqu’à l’âge adulte vers 50 semaines. Les femelles en gestation ont besoin d’un apport quotidien de 90 à 100 kcal/kg de poids et les femelles allaitantes entre 90 et 270 kcal/kg, en fonction du nombre de chatons dans la portée.

## Besoins en nutriments
Le chat présente la particularité de ne pas synthétiser la taurine, un dérivé d'acide aminé dont la carence peut causer des problèmes rétiniens. Dans les cas extrêmes, le chat peut même devenir aveugle. 
Le chat a aussi besoin d'apports en glucides et lipides.